# Eberhard Roters

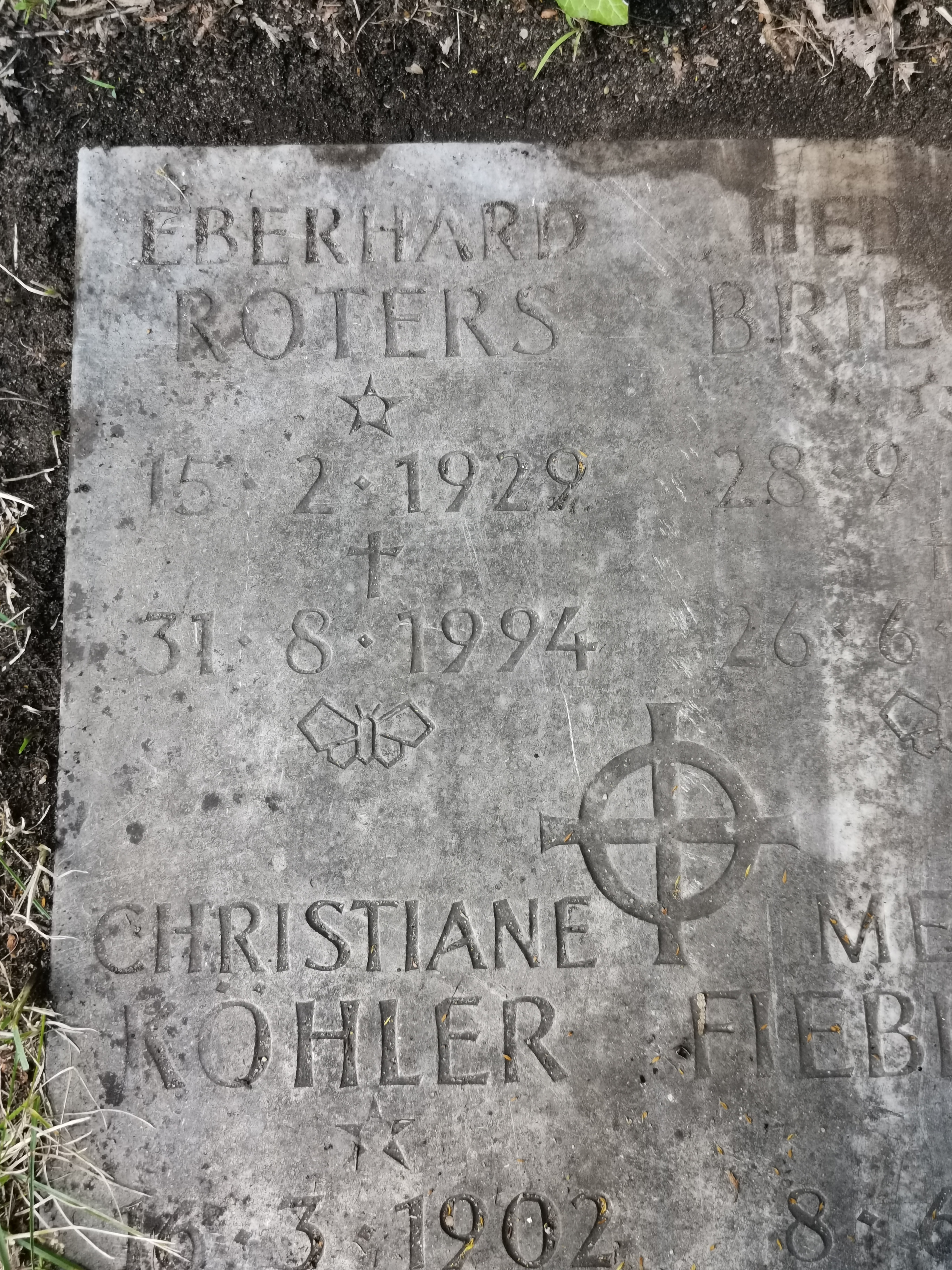
Grab auf dem Friedhof Ruhleben in Berlin-Charlottenburg, Feld Christengemeinschaft

Eberhard Roters (* 15. Februar 1929 in Dresden; † 31. August 1994 in Berlin) war ein deutscher Kunsthistoriker und Museumskurator. Er war Gründungsdirektor der Berlinischen Galerie und Autor zahlreicher Schriften zur Kunst des 19. und 20. Jahrhunderts.

## Werdegang
Roters war Sohn der Eheleute Rudolf (1898–1965) und Johanna Roters (geb. Löwe, 1902–1971). Nach dem Abitur 1948 an der Rudolf-Steiner-Schule in Dresden begann er 1949 ein Studium der Kunstgeschichte (bei Wilhelm Worringer) und der Philosophie und Archäologie an der Martin-Luther-Universität in Halle. 1951 wechselte Roters aus politischen Gründen nach West-Berlin. Er setzte sein Studium an der Freien Universität Berlin bei Edwin Redslob fort und wurde dort 1956 mit der Arbeit „Der Holzschnitt der Künstlergruppe Brücke“ promoviert, 1976 wurde ihm der Professorentitel verliehen.

## Wirken
Während seiner „Wanderjahre“ als junger Kunsthistoriker war er in verschiedenen Positionen tätig. Nach einer Assistenz an der Nationalgalerie Berlin wurde er Präsidialsekretär der Deutschen Gesellschaft für Bildende Kunst, Ausstellungskurator an der Kunsthalle Nürnberg und Präsidialsekretär der Akademie der Künste Berlin. 1972 war er Mitorganisator der Abteilung Trivialrealismus – Trivialemblematik bei Harald Szeemanns documenta 5 in Kassel. Er entwickelte ein eigenes Ausstellungskonzept, das den kunstgeschichtlichen Zusammenhang eines Künstlers oder Themas durch Zurseitestellung gesellschaftsgeschichtlicher und -politischer Dokumente erläutern will.
1976 wurde Roters Gründungsdirektor der Berlinischen Galerie, die er bis 1987 leitete. Hierfür wurde ihm die Ernst-Reuter-Plakette in Silber verliehen. Ein ihm verliehenes Ehrenstipendium des Senats von Berlin ermöglichte ihm die Konzeption seines viel beachteten Buchs „Malerei des 19. Jahrhunderts“, das 1998 posthum aus dem Nachlass erschien. Neben zahlreichen kuratierten Ausstellungen war Roters 1988 durch Konzeption und Mitarbeit am Ausstellungsprojekt „Stationen der Moderne. Die bedeutendsten Kunstausstellungen des 20. Jahrhunderts in Deutschland“ beteiligt.
Roters' nachgelassenes Archiv, das seine Bibliothek, die Korrespondenz mit Künstlern, Galerien, Institutionen und Kunstvereinen, die Materialien zu Ausstellungen sowie Fotodokumentationen umfasste, befindet sich in der Berlinischen Galerie. Seit 1999 wird das Eberhard-Roters-Stipendium für Junge Kunst vergeben. Ihm zu Ehren ist der Eberhard-Roters-Platz in Berlin-Kreuzberg benannt. In der Berlinischen Galerie gibt es einen Eberhard-Roters-Saal.
Roters war seit 1963 mit Hanna Lutze (* 1933) verheiratet. Sie ist die Herausgeberin seiner 2000 erschienenen Bibliografie „Kunst ist ein Spiel, das Ernst macht“, zu der die Berlinische Galerie 2000 in der Akademie der Künste eine Widmungsausstellung zu Ehren Roters ausrichtete, und Mitarbeiterin am Eberhard-Roters-Archiv der Berlinischen Galerie.

## Kuratierte Ausstellungen
- 1960: Berlin, Ort der Freiheit für die Kunst, Nationalgalerie Berlin
- 1966: Labyrinthe. Phantastische Kunst vom 16. Jahrhundert bis zur Gegenwart
- 1967: Avantgarde Osteuropa 1910–1930
- 1968: Le salon imaginaire
- 1970: Der Bildungstrieb der Stoffe
- 1972: Nofretete und die Zwerge
- 1974: Aspekte der Gründerzeit
- 1977: Dada in Europa – Werke und Dokumente, 15. Europäische Kunstausstellung Berlin 1977; Städtische Galerie im Städelschen Kunstinstitut Frankfurt am Main, 1977/1978
- 1987: Ich und die Stadt. Mensch und Großstadt in der Kunst des 20. Jahrhunderts, Martin-Gropius-Bau

## Ehrungen
- 1983: Verdienstkreuz 1. Klasse der Bundesrepublik Deutschland
- 1987: Ernst-Reuter-Plakette des Landes Berlin

## Schriften  (Auswahl)
- Maler am Bauhaus. (Die Kunst unserer Zeit; Band 18). Rembrandt Verlag, Berlin 1965 (englisch 1969 bei Praeger).
- Dada: Dada in Europa – Werke und Dokumente (mit Klaus Gallwitz, Hanne Bergius), Städelsches Kunstinstitut Frankfurt am Main, Reimer, Berlin 1977, ISBN 3-496-01002-9.
  - Auch in: Tendenzen der Zwanziger Jahre. 15. Europäische Kunstausstellung Berlin 1977. (Katalog) Dietrich Reimer Verlag Berlin, Berlin 1977; S. 3/1–3/278.
- Weltstadt Sinfonie: Berliner Realismus, 1900–1950 (mit Wolfgang Jean Stock), Kunstverein München, Frölich & Kaufmann, 1984 ISBN 3-88725-067-2
- Vostell und Berlin, Leben und Werk 1971–1981. DAAD-Galerie Verlag, Berlin 1982. (Text über Wolf Vostell).
- Berlin, 1910–1933. Rizzoli, 1982, ISBN 0-8478-0439-9 (englisch)
- Galerie Ferdinand Möller. Die Geschichte einer Galerie für Moderne Kunst in Deutschland 1917–1956. Gebr. Mann Verlag, Berlin 1984, ISBN 3-7861-1181-2.
- Malerei des 19. Jahrhunderts. Ostfildern 1998, ISBN 3-7701-3078-2 (Zwei Bände).
- Hanna Roters (Hrsg.), Eva Züchner: Kunst ist ein Spiel, das Ernst macht. Eberhard Roters: Briefe und Texte 1949–1994. Dumont, Köln 2000, ISBN 3-7701-5022-8 (Darin: Bibliografie E. Roters: S. 188–282).